# 과전법
과전법(科田法)은 고려 말과 조선 초에 관리에게 토지에서 세금을 걷을 권리를 주던 제도 가운데 하나이며, 그러한 토지를 과전이라 불렀다.
현직, 퇴직관료에게 수조권을 준 것으로 관료 본인 즉, 일대(一代)에 한하여 수조권을 인정해 준 제도이다. 관료가 사망하면 반납하는 것이 원칙이나, 유족의 생계유지라는 명목으로 휼양전과 수신전을 통하여 그 토지를 일부라도 물려받을 수 있었다. 관리는 과전에서 나오는 소출의 1할(10분의 1)을 조세로 받았다. 과전법 당시의 1결의 수확량은 300두(말)로 30두까지 수조권으로 거두어들이는 것이 가능하였으며, 이는 세종대왕때의 공법으로 1결당 생산량을 400두(기존 300두)로 변경하고 수조량을 1/20(기존 1/10)로 변경하였을 때까지 유지되었다. 이를 변경한 이유는 백성의 전세부담을 경감시키기 위해서였는데, 이로 인하여 1결당 수조량이 30두에서 20두로 경감하였다.
과전법은 좁게는 고려 말인 1391년(공양왕 3년)에, 귀족들의 대토지 소유를 개혁하여 만들어낸 토지의 재분급과 관련한 제도를 가리키며, 넓게는 조선 초에 과전을 지급한 일까지를 가리킨다.

## 조선의 과전법
공양왕 때의 제도를 이어받은 제도로서, 과전법의 목적은 첫째로 당시 신진사대부 세력이 권문세족의 토지를 몰수, 관료에게 수조권을 재분배하여 관료들의 경제 자립권을 보장하고 관료 국가의 틀을 온건적으로 정비한다는 데에 있었다. 둘째로 토지의 국유화에 따른 사전(私田)의 재분배요, 셋째로 수확의 5/10가 일반화되었던 수조율을 대폭 경감하여 국고와 경작자 사이에 개재하는 중간착취를 배제하는 일이었다. 토지국유가 무너진 원인의 하나는 강자의 토지겸병이요, 또 하나는 국가가 허용하는 자간(自墾)·자점(自占)이었다. 이를 해결코자, 과전은 왕경(王京)에 거주하는 시(時)·산(散) 문무 관료에게 품계(品階)에 따라 18등급으로 나누어 토지에 대한 수조권만을 나누어주었다. 관료는 해당 직무의 보수로 이미 녹봉을 받고 있었기에 추가로 과전을 지급 받는다는 것은 지배계층으로서 신분상 특전을 인정 받는다는 것을 뜻했다.
이 과전은 고려 사전의 외방(外方)에 설치되었던 것과는 반대로 경기지방에 집중되었다는 데 큰 특징이 있는데, 이는 양반 관리들의 세력이 지방에서 성장하는 것을 방지하려는 것이었다. 과전은 1대에 한하는 것이 원칙이었으나 수신전·휼양전이라 하여 실질적으로 세습되어 가는 경향이 많았던 것이다. 그 위에 공신전·군전 등도 점차 세습화하여 당초의 이상은 재분배 과정에서부터 여러 제약을 받았고,더구나 오래지 않아 토지국유의 공정수조율은 사실상 허구화되는 여러 현상이 일어났다.

세종실록에 나온 왕가에 주는 과전법
왕자의 과전법(科田法)을 제정하기를,
“왕의 아들, 왕의 형제, 왕의 백부나 숙부로서 대군(大君)에 봉한 자는 3백 결, 군(君)에 봉한 자는 2백 결, 부마(駙馬)로서 공주의 남편은 2백 50결, 옹주의 남편은 1백 50결이요, 그밖의 종친은 각기 그 과(科)에 의한다
조선왕조 실록에 나온 성종때의 과전과 직전비교
[註 15586]직전(職田) : 현직 관리에게 토지를 급여하는 제도. 고려 말에 실시한 과전법(科田法)은 18등급에 따라 재직과 휴직을 막론하고 당대에 한하여 토지를 주던 제도였으나 관리(管理)의 미숙으로 수신전(守信田)·휼양전(恤養田)의 명목으로 전지가 세습되고, 공신전(功臣田) 등이 급격히 증가하여 시간이 흐름에 따라 현직 관원에게도 토지를 급여할 수 없었다. 이의 타개책으로 세조 12년(1466)에는 종래의 세습을 일체 폐지하고 현직 관원에게만 지급하는 직전법을 실시하였다. 이 직전법은 토지를 급여받은 관원이 경작자로부터 직접 수조를 징수하게 했으나 농민에 대한 수탈이 심하여 성종 때에는 정부가 받아서 전주(田主)에게 지급하는 이른바 관수관급제(官收官給制)가 실시되었다. 그러나 토지의 부족은 여전하여 성종 때에 직전법의 폐지가 논의되고, 명종(明宗) 때에는 직전의 지급이 불가능하게 되었으며, 임진 왜란을 거치면서 완전히 사라지게 되었다
| 등급       | 1과 | 2과 | 3과 | 4과 | 5과 | 6과 | 7과 | 8과 | 9과 | 10과 | 11과 | 12과 | 13과 | 14과 | 15과 | 16과 | 17과 | 18과 |
| 지급 결 수 | 150 | 130 | 125 | 115 | 106 | 97  | 89  | 81  | 73  | 65   | 57   | 50   | 43   | 35   | 25   | 20   | 15   | 10   |

고려시대 후기의 제도를 바꾸고 신진 사대부의 경제 설립을 준비하기 위해서 생긴것이다.

## 같이 보기
- 녹봉
- 직전법
- 관수관급제
- 고려의 토지제도
- 조선의 토지제도
- 요록 조선시대 급여수준